# Bóng chuyền tại Đại hội Thể thao Đông Nam Á 2015
Bóng chuyền tại Đại hội Thể thao Đông Nam Á năm 2015 được tổ chức tại Singapore từ ngày 10 đến ngày 16 tháng 6 năm 2015. Giải đấu bao gồm hai nội dung: bóng chuyền trong nhà nam và nữ, với sự tham gia của nhiều quốc gia trong khu vực Đông Nam Á. Các trận đấu diễn ra tại nhà thi đấu OCBC Arena Hall 3, thuộc tổ hợp thể thao Singapore Sports Hub.
Thái Lan tiếp tục thể hiện sức mạnh của mình ở môn bóng chuyền khi giành chiến thắng cả giải đấu của nam lẫn nữ, trong khi đó Việt Nam thất bại cả 2 nội dung và giành được 2 tấm huy chương bạc.

## Quốc gia tham dự
Có tổng cộng 180 vận động viên từ 8 quốc gia tham gia thi đấu bóng chuyền tại SEA Games 2015:
- Campuchia (12)
- Indonesia (24)
- Malaysia (24)
- Myanmar (24)
- Philippines (24)
- Singapore (24)
- Thái Lan (24)
- Việt Nam (24)

## Phân nhóm hạt giống
Lễ bốc thăm chia bảng cho các môn thể thao đồng đội đã được tổ chức vào ngày 15 tháng 4 năm 2015 tại thành phố Singapore.

### Nam
Việc phân chia các đội được thực hiện dựa trên thứ hạng tại kỳ SEA Games trước, theo hệ thống chia bảng hình rắn nhằm đảm bảo tính công bằng giữa các bảng đấu..
| Group A - Thái Lan - Malaysia - Philippines - Myanmar | Group B - Campuchia - Việt Nam - Indonesia - Singapore (Chủ nhà) |

### Nữ
Việc phân chia các đội được thực hiện dựa trên thứ hạng tại kỳ SEA Games trước, theo hệ thống chia bảng hình rắn nhằm đảm bảo tính công bằng giữa các bảng đấu.
| Group A - Singapore (Chủ nhà) - Thái Lan - Myanmar | Group B - Việt Nam - Indonesia - Philippines - Malaysia |

## Tóm tắt kết quả
| Nội dung | Vàng     | Bạc      | Đồng                |
| -------- | -------- | -------- | ------------------- |
| Nam      | Thái Lan | Việt Nam | Indonesia Myanmar   |
| Nữ       | Thái Lan | Việt Nam | Indonesia Singapore |

## Bảng huy chương
| Hạng               | Đoàn               | Vàng | Bạc | Đồng | Tổng số |
| ------------------ | ------------------ | ---- | --- | ---- | ------- |
| 1                  | Thái Lan (THA)     | 2    | 0   | 0    | 2       |
| 2                  | Việt Nam (VIE)     | 0    | 2   | 0    | 2       |
| 3                  | Indonesia (INA)    | 0    | 0   | 2    | 2       |
| 4                  | Myanmar (MYA)      | 0    | 0   | 1    | 1       |
| 4                  | Singapore (SIN)    | 0    | 0   | 1    | 1       |
| Tổng số (5 đơn vị) | Tổng số (5 đơn vị) | 2    | 2   | 4    | 8       |

## Kết quả chung cuộc

### Nam
Giải bóng chuyền nam SEA Games 2015 là lần thứ 28 được tổ chức, diễn ra tại OCBC Arena Hall 2, Singapore từ ngày 10 đến 16 tháng 6 năm 2015.

#### Đội hình
| Campuchia | Malaysia | Myanmar | Indonesia |
| --- | --- | --- | --- |
| - Piseth Nou - Samnang Chamroeun - Rom Mon - Chan Tha Kol - Vesna Meas - Dara Mon - Vutha Ath - Pisey Hang - Chanthol Poch - Phearin Khoeum - Sok Veasna Seng - Rado Mak                                                                    | - Tiong Ching Huang - Kah Lim Soh - Kian Hui Liew - Long Mohd Shazwadi Long Salleh - Ruzaimi Ikram Mohd - Leong Siang Lim - Chien Bin Tay - Chia You Jing Chia - Jia Meng Cheoh - Jian Qin Sim - Pin Siang Goh - Kent Bin Yap                                                      | - Nay Lin Aung - Kyaw Kyaw Htway - Myo Min Oo - Win Tun Oo - Khwe Char Maung - Min Kyaw Thu - Do Mae Ni Ko - Aung Thu - Zaw Myo - Zaw Win Hlaing - Aung Myat Tun - Thwin Htoo Zin                                                                    | - Agung Seganti - Antho Bertiyawan - Mahfud Nurcahyadi - I Komang Suarnata - Samsul Kohar - Rendy Febriant Tamamilang - I Putu Randu Wahyu Pradana - Rivan Nurmulki - Sigit Ardian - I Kadek Juliadi - Veleg Dhany Ristan Kurniawan - Aji Maulana |
| Singapore | Philippines | Thái Lan | Việt Nam |
| - Zi Hao Kingsley Tay - Long Javier Poon - Ker Han Ronald Goh - Wei Jie Benjamin Choo - Wei Zhi Wong - Yue Xuan Jordan Toh - Jie Liang Lim - Daryl Yi Rong Lee - Sin Hau Eng - Wen Chuan Edward Lai - Xuan Zheng Lim - Teng Kuan Melvin Goh | - Andre Joseph Pareja - Joshua Alexis Miguel Villanueva - Kheeno Franco - Edward Camposano - Marck Jesus Espejo - John Vic de Guzman - Rex Emmanuel Intal - Ysrael Wilson Marasigan - Sandy Domenick Montero - Esmilzo Joner Polvorosa - Timothy Sto. Tomas - Peter Den Mar Torres | - Jirayu Raksakaew - Montri Vaenpradab - Yossapol Wattana - Kissada Nilsawai - Khanit Sinlapasorn - Kittikun Sriutthawong - Kittinon Namkhunthod - Kitsada Somkane - Teerasak Nakprasong - Saranchit Charoensuk - Montri Puanglib - Kitsada Chanchai | - Nguyễn Xuân Thành - Giang Văn Đức - Nguyễn Hoàng Thương - Nguyễn Công Chiến - Đặng Long Kiếm - Lê Hoài Hận - Lê Quang Khánh - Vũ Hồng Quân - Nguyễn Văn Dữ - Nguyễn Vũ Hoàng - Nguyễn Văn Sang - Nguyễn Hữu Hà - Từ Thanh Thuận                 |

#### Kết quả
Tất cả đều theo giờ tiêu chuẩn Singapore (UTC+08:00)

##### Vòng sơ loại

###### Bảng A
| VT | Đội         | Tr | T | B | Đ | ST | SB | TSS   | ĐST | ĐSB | TSĐS  | Giành quyền tham dự |
| -- | ----------- | -- | - | - | - | -- | -- | ----- | --- | --- | ----- | ------------------- |
| 1  | Thái Lan    | 3  | 3 | 0 | 9 | 9  | 1  | 9,000 | 252 | 183 | 1,377 | Bán kết             |
| 2  | Myanmar     | 3  | 2 | 1 | 6 | 6  | 3  | 2,000 | 219 | 201 | 1,090 | Bán kết             |
| 3  | Philippines | 3  | 1 | 2 | 3 | 3  | 7  | 0,429 | 206 | 243 | 0,848 |                     |
| 4  | Malaysia    | 3  | 0 | 3 | 0 | 2  | 9  | 0,222 | 218 | 268 | 0,813 |                     |

| Ngày       | Thời gian |             | Điểm |             | Set 1 | Set 2 | Set 3 | Set 4 | Set 5 | Tổng  | Nguồn                  |
| ---------- | --------- | ----------- | ---- | ----------- | ----- | ----- | ----- | ----- | ----- | ----- | ---------------------- |
| 10 tháng 6 | 15:00     | Malaysia    | 1–3  | Philippines | 25–20 | 23–25 | 18–25 | 19–25 |       | 85–95 | Report[Bị chiếm đoạt!] |
| 10 tháng 6 | 17:00     | Thái Lan    | 3–0  | Myanmar     | 29–27 | 25–16 | 25–18 |       |       | 79–61 | Report[Bị chiếm đoạt!] |
| 11 tháng 6 | 17:00     | Myanmar     | 3–0  | Philippines | 25–16 | 25–14 | 33–31 |       |       | 83–61 | Report[Bị chiếm đoạt!] |
| 12 tháng 6 | 15:00     | Thái Lan    | 3–1  | Malaysia    | 23–25 | 25–15 | 25–20 | 25–12 |       | 98–72 | Report[Bị chiếm đoạt!] |
| 13 tháng 6 | 15:00     | Malaysia    | 0–3  | Myanmar     | 17–25 | 23–25 | 21–25 |       |       | 61–75 | Report[Bị chiếm đoạt!] |
| 14 tháng 6 | 10:00     | Philippines | 0–3  | Thái Lan    | 21–25 | 16–25 | 13–25 |       |       | 50–75 | Report[Bị chiếm đoạt!] |

###### Bảng B
| VT | Đội           | Tr | T | B | Đ | ST | SB | TSS   | ĐST | ĐSB | TSĐS  | Giành quyền tham dự |
| -- | ------------- | -- | - | - | - | -- | -- | ----- | --- | --- | ----- | ------------------- |
| 1  | Việt Nam      | 3  | 3 | 0 | 9 | 9  | 0  | —     | 225 | 170 | 1,324 | Bán kết             |
| 2  | Indonesia     | 3  | 2 | 1 | 6 | 6  | 3  | 2,000 | 211 | 179 | 1,179 | Bán kết             |
| 3  | Campuchia     | 3  | 1 | 2 | 3 | 3  | 7  | 0,429 | 190 | 208 | 0,913 |                     |
| 4  | Singapore (H) | 3  | 0 | 3 | 0 | 2  | 9  | 0,222 | 156 | 225 | 0,693 |                     |

| Ngày       | Thời gian |           | Điểm |           | Set 1 | Set 2 | Set 3 | Set 4 | Set 5 | Tổng  | Nguồn                  |
| ---------- | --------- | --------- | ---- | --------- | ----- | ----- | ----- | ----- | ----- | ----- | ---------------------- |
| 10 tháng 6 | 19:00     | Campuchia | 3–0  | Singapore | 25–19 | 25–23 | 25–16 |       |       | 75–58 | Report[Bị chiếm đoạt!] |
| 11 tháng 6 | 19:00     | Việt Nam  | 3–0  | Indonesia | 25–23 | 25–23 | 25–15 |       |       | 75–61 | Report[Bị chiếm đoạt!] |
| 12 tháng 6 | 17:00     | Campuchia | 0–3  | Việt Nam  | 14–25 | 22–25 | 18–25 |       |       | 54–75 | Report[Bị chiếm đoạt!] |
| 12 tháng 6 | 19:00     | Singapore | 0–3  | Indonesia | 14–25 | 14–25 | 15–25 |       |       | 43–75 | Report[Bị chiếm đoạt!] |
| 13 tháng 6 | 17:00     | Việt Nam  | 3–0  | Singapore | 25–17 | 25–18 | 25–20 |       |       | 75–55 | Report[Bị chiếm đoạt!] |
| 14 tháng 6 | 12:00     | Indonesia | 3–0  | Campuchia | 25–21 | 25–20 | 25–20 |       |       | 75–61 | Report[Bị chiếm đoạt!] |

##### Vòng đấu loại trực tiếp
|  | Bán kết                        | Bán kết  |   |  | Chung kết                      | Chung kết |  |
|  |                                |          |   |  |                                |           |  |
|  | 15 tháng 6 – OCBC Arena Hall 2 |          |   |  |                                |           |  |
|  | Thái Lan                       | 3        |   |  |                                |           |  |
|  | Indonesia                      | 0        |   |  |                                |           |  |
|  |                                |          |   |  |                                |           |  |
|  |                                |          |   |  | 16 tháng 6 – OCBC Arena Hall 2 |           |  |
|  |                                |          |   |  | Thái Lan                       | 3         |  |
|  |                                | Việt Nam | 0 |  |                                |           |  |
|  |                                |          |   |  |                                |           |  |
|  |                                |          |   |  |                                |           |  |
|  |                                |          |   |  |                                |           |  |
|  | 15 tháng 6 – OCBC Arena Hall 2 |          |   |  |                                |           |  |
|  | Việt Nam                       | 3        |   |  |                                |           |  |
|  | Myanmar                        | 0        |   |  |                                |           |  |

###### Bán kết
| Ngày       | Thời gian |          | Điểm |           | Set 1 | Set 2 | Set 3 | Set 4 | Set 5 | Tổng  | Nguồn                  |
| ---------- | --------- | -------- | ---- | --------- | ----- | ----- | ----- | ----- | ----- | ----- | ---------------------- |
| 15 tháng 6 | 12:00     | Thái Lan | 3–0  | Indonesia | 25–18 | 25–23 | 25–16 |       |       | 75–57 | Report[Bị chiếm đoạt!] |
| 15 tháng 6 | 14:00     | Việt Nam | 3–0  | Myanmar   | 25–21 | 25–17 | 25–21 |       |       | 75–59 | Report[Bị chiếm đoạt!] |

###### Chung kết
| Ngày       | Thời gian |          | Điểm |          | Set 1 | Set 2 | Set 3 | Set 4 | Set 5 | Tổng  | Nguồn                  |
| ---------- | --------- | -------- | ---- | -------- | ----- | ----- | ----- | ----- | ----- | ----- | ---------------------- |
| 16 tháng 6 | 10:00     | Thái Lan | 3–0  | Việt Nam | 25–20 | 25–19 | 25–23 |       |       | 75–62 | Report[Bị chiếm đoạt!] |

#### Xếp hạng chung cuộc
| Hạng | Đội tuyển   |
| ---- | ----------- |
| 1    | Thái Lan    |
| 2    | Việt Nam    |
| 3    | Indonesia   |
| 3    | Myanmar     |
| 5    | Campuchia   |
| 6    | Philippines |
| 7    | Malaysia    |
| 8    | Singapore   |

### Nữ
Giải bóng chuyền nữ tại SEA Games 2015 là lần thứ 28 được tổ chức, diễn ra tại OCBC Arena Hall 2, Singapore từ ngày 10 đến 15 tháng 6 năm 2015. Thái Lan đánh bại Việt Nam để giành huy chương vàng.

#### Đội hình
| Malaysia | Myanmar | Indonesia | Singapore |
| --- | --- | --- | --- |
| - Sea Theng Kuck - Ariffin Nuraini - Lee Geok Ting Elaine - Shun Thing Beh - Mei Cing Low - Teck Hua Luk - Teck Eng Luk - Lee Jay See Jessie - Woon Chian Wen Mandy - Lim Wing Yi Winnie - Shu Woon Joo - Ang Faith En Cherise                  | - Phyu Thwe Soe - Ohmar Than - Nilar Aye - Thandar Khaing - San San Htay - Moe Moe San - Cho Cho Win - Thi Thi Aung - Khin Thet Wai - Zar Zar Hlaing - Aye Nandar Mhint - Htet Htet Lin                            | - Nandita Ayu Salsabila - Tri Retno Mutiara Lutfi - Novriali Yami - Amalia Fajrina Nabila - Komang Bumi Rekta - Aprilia Santini Manganang - Wilda Siti Sugandi - Asih Titi Pangestuti - Yolla Yuliana - Dewi Wulandari - Maya Kurnia Indri Sari - Novia Andriyanti | - Hui Qing Ethel Kang - Hui Min Michelle Tan - Zhen Jolly Chan - Qian Lin Marylyn Yeo - Soo Teng Quek - Cassandra Hwee Min Tay - Chien Wen Lim - Shu Yu Joelle Lim - Hui Tien Lim - Ching Yi Grace Seet - Hui Yi Cecilia Vanessa Ong - Chien Lenis Phoa |
| Philippines | Thái Lan | Việt Nam | |
| - Rhea Katrina Dimaculangan - Alyssa Valdez - Alyja Daphne Santiago - Grethcel Soltones - Abigail Maraño - Jovelyn Gonzaga - Maika Ortiz - Dennise Michelle Lazaro - Julia Melissa Morado - Aleona Denise Santiago-Manabat - Rachel Anne Daquis | - Wanna Buakaew - Piyanut Pannoy - Pleumjit Thinkaow - Onuma Sittirak - Hattaya Bamrungsuk - Pimpichaya Kokram - Chatchu-on Moksri - Wilavan Apinyapong - Pornpun Guedpard - Nootsara Tomkom - Ajcharaporn Kongyot | - Trần Thị Thanh Thuý - Lê Thị Hồng - Đinh Thị Trà Giang - Hà Ngọc Diễm - Đỗ Thị Minh - Nguyễn Thị Ngọc Hoa - Nguyễn Linh Chi - Nguyễn Thị Hồng Đào - Phạm Thị Liên - Bùi Thị Ngà - Lê Thanh Thúy                                                                  | |

#### Kết quả
Tất cả đều theo giờ tiêu chuẩn Singapore (UTC+08:00)

##### Vòng sơ loại

###### Bảng A
| VT | Đội           | Tr | T | B | Đ | ST | SB | TSS   | ĐST | ĐSB | TSĐS  | Giành quyền tham dự |
| -- | ------------- | -- | - | - | - | -- | -- | ----- | --- | --- | ----- | ------------------- |
| 1  | Thái Lan      | 2  | 2 | 0 | 6 | 6  | 0  | —     | 150 | 60  | 2,500 | Bán kết             |
| 2  | Singapore (H) | 2  | 1 | 1 | 2 | 3  | 5  | 0,600 | 137 | 170 | 0,806 | Bán kết             |
| 3  | Myanmar       | 2  | 0 | 2 | 1 | 2  | 6  | 0,333 | 120 | 177 | 0,678 |                     |

| Ngày       | Thời gian |           | Điểm |           | Set 1 | Set 2 | Set 3 | Set 4 | Set 5 | Tổng   | Nguồn                  |
| ---------- | --------- | --------- | ---- | --------- | ----- | ----- | ----- | ----- | ----- | ------ | ---------------------- |
| 11 tháng 6 | 14:00     | Thái Lan  | 3–0  | Myanmar   | 25–8  | 25–11 | 25–6  |       |       | 75–25  | Report[Bị chiếm đoạt!] |
| 12 tháng 6 | 12:00     | Singapore | 0–3  | Thái Lan  | 6–25  | 15–25 | 14–25 |       |       | 35–75  | Report[Bị chiếm đoạt!] |
| 13 tháng 6 | 12:00     | Myanmar   | 2–3  | Singapore | 25–21 | 25–16 | 17–25 | 18–25 | 10–15 | 95–102 | Report[Bị chiếm đoạt!] |

###### Bảng B
| VT | Đội         | Tr | T | B | Đ | ST | SB | TSS   | ĐST | ĐSB | TSĐS  | Giành quyền tham dự |
| -- | ----------- | -- | - | - | - | -- | -- | ----- | --- | --- | ----- | ------------------- |
| 1  | Việt Nam    | 3  | 3 | 0 | 8 | 9  | 2  | 4,500 | 252 | 200 | 1,260 | Bán kết             |
| 2  | Indonesia   | 3  | 2 | 1 | 7 | 8  | 3  | 2,667 | 250 | 204 | 1,225 | Bán kết             |
| 3  | Philippines | 3  | 1 | 2 | 3 | 3  | 6  | 0,500 | 191 | 199 | 0,960 |                     |
| 4  | Malaysia    | 3  | 0 | 3 | 0 | 0  | 9  | 0,000 | 135 | 225 | 0,600 |                     |

| Ngày       | Thời gian |             | Điểm |             | Set 1 | Set 2 | Set 3 | Set 4 | Set 5 | Tổng    | Nguồn                  |
| ---------- | --------- | ----------- | ---- | ----------- | ----- | ----- | ----- | ----- | ----- | ------- | ---------------------- |
| 10 tháng 6 | 10:00     | Việt Nam    | 3–0  | Malaysia    | 25–10 | 25–15 | 25–15 |       |       | 75–40   | Report[Bị chiếm đoạt!] |
| 10 tháng 6 | 12:00     | Indonesia   | 3–0  | Philippines | 25–22 | 25–20 | 25–14 |       |       | 75–56   | Report[Bị chiếm đoạt!] |
| 11 Jun     | 10:00     | Malaysia    | 0–3  | Philippines | 15–25 | 18–25 | 16–25 |       |       | 49–75   | Report[Bị chiếm đoạt!] |
| 11 tháng 6 | 12:00     | Việt Nam    | 3–2  | Indonesia   | 25–20 | 25–20 | 21–25 | 16–25 | 15–10 | 102–100 | Report[Bị chiếm đoạt!] |
| 12 tháng 6 | 10:00     | Indonesia   | 3–0  | Malaysia    | 25–13 | 25–23 | 25–10 |       |       | 75–46   | Report[Bị chiếm đoạt!] |
| 13 tháng 6 | 10:00     | Philippines | 0–3  | Việt Nam    | 16–25 | 21–25 | 23–25 |       |       | 60-75   | Report[Bị chiếm đoạt!] |

##### Vòng đấu loại trực tiếp
|  | Bán kết                        | Bán kết  |   |  | Chung kết                      | Chung kết |  |
|  |                                |          |   |  |                                |           |  |
|  | 14 tháng 6 – OCBC Arena Hall 2 |          |   |  |                                |           |  |
|  | Thái Lan                       | 3        |   |  |                                |           |  |
|  | Indonesia                      | 1        |   |  |                                |           |  |
|  |                                |          |   |  |                                |           |  |
|  |                                |          |   |  | 15 tháng 6 – OCBC Arena Hall 2 |           |  |
|  |                                |          |   |  | Thái Lan                       | 3         |  |
|  |                                | Việt Nam | 0 |  |                                |           |  |
|  |                                |          |   |  |                                |           |  |
|  |                                |          |   |  |                                |           |  |
|  |                                |          |   |  |                                |           |  |
|  | 14 tháng 6 – OCBC Arena Hall 2 |          |   |  |                                |           |  |
|  | Việt Nam                       | 3        |   |  |                                |           |  |
|  | Singapore                      | 0        |   |  |                                |           |  |

###### Bán kết
| Ngày       | Thời gian |          | Điểm |           | Set 1 | Set 2 | Set 3 | Set 4 | Set 5 | Tổng  | Nguồn                  |
| ---------- | --------- | -------- | ---- | --------- | ----- | ----- | ----- | ----- | ----- | ----- | ---------------------- |
| 14 tháng 6 | 15:00     | Thái Lan | 3–1  | Indonesia | 21–25 | 25–13 | 25–23 | 25–13 |       | 96–74 | Report[Bị chiếm đoạt!] |
| 14 tháng 6 | 17:00     | Việt Nam | 3–0  | Singapore | 25–17 | 25–12 | 25–14 |       |       | 75–43 | Report[Bị chiếm đoạt!] |

###### Chung kết
| Ngày       | Thời gian |          | Điểm |          | Set 1 | Set 2 | Set 3 | Set 4 | Set 5 | Tổng  | Nguồn                  |
| ---------- | --------- | -------- | ---- | -------- | ----- | ----- | ----- | ----- | ----- | ----- | ---------------------- |
| 15 tháng 6 | 17:00     | Thái Lan | 3–0  | Việt Nam | 25–18 | 25–18 | 25–15 |       |       | 75–51 | Report[Bị chiếm đoạt!] |

#### Xếp hạng chung cuộc
| Hạng | Đội tuyển   |
| ---- | ----------- |
| 1    | Thái Lan    |
| 2    | Việt Nam    |
| 3    | Indonesia   |
| 3    | Singapore   |
| 5    | Philippines |
| 6    | Myanmar     |
| 7    | Malaysia    |